# Grand Prix automobile des Pays-Bas 2024
GP précédent GP suivant
Le Grand Prix automobile des Pays-Bas 2024 (Formula 1 Heineken Dutch Grand Prix 2024), disputé le 25 août 2024 sur le Circuit de Zandvoort, est la 1116e épreuve du championnat du monde de Formule 1 courue depuis 1950. Il s'agit de la 38e édition du Grand Prix des Pays-Bas, la trente-quatrième comptant pour le championnat du monde de Formule 1 et la quinzième manche du championnat 2024. Du fait de sa position au calendrier, ce Grand Prix marque la fin de la trêve estivale d'un mois.
Avec 295 points, Max Verstappen conserve la tête du championnat devant Lando Norris (225 points) et Charles Leclerc (192 points). Oscar Piastri (179 points) est quatrième devant Carlos Sainz (172 points) et Lewis Hamilton (154 points) ; Sergio Pérez (139 points) est septième, devant George Russell (122 points). Plus loin, Fernando Alonso (50 points) reste neuvième, suivi par Lance Stroll (24 points) et Nico Hülkenberg (22 points). Chez les constructeurs, Red Bull (434 points) ne possède plus que 30 unités d'avance sur McLaren (404 points) qui précède Ferrari (370 points). Mercedes (276 points) occupe la quatrième place, loin devant devant Aston Martin (74 points), Racing Bulls (34 points) et Haas (27 points), Alpine (13 points) et Williams (4 points). Après quinze courses, Kick Sauber ne compte toujours aucun point.

## Contexte avant la course

### Haas versus Uralkali

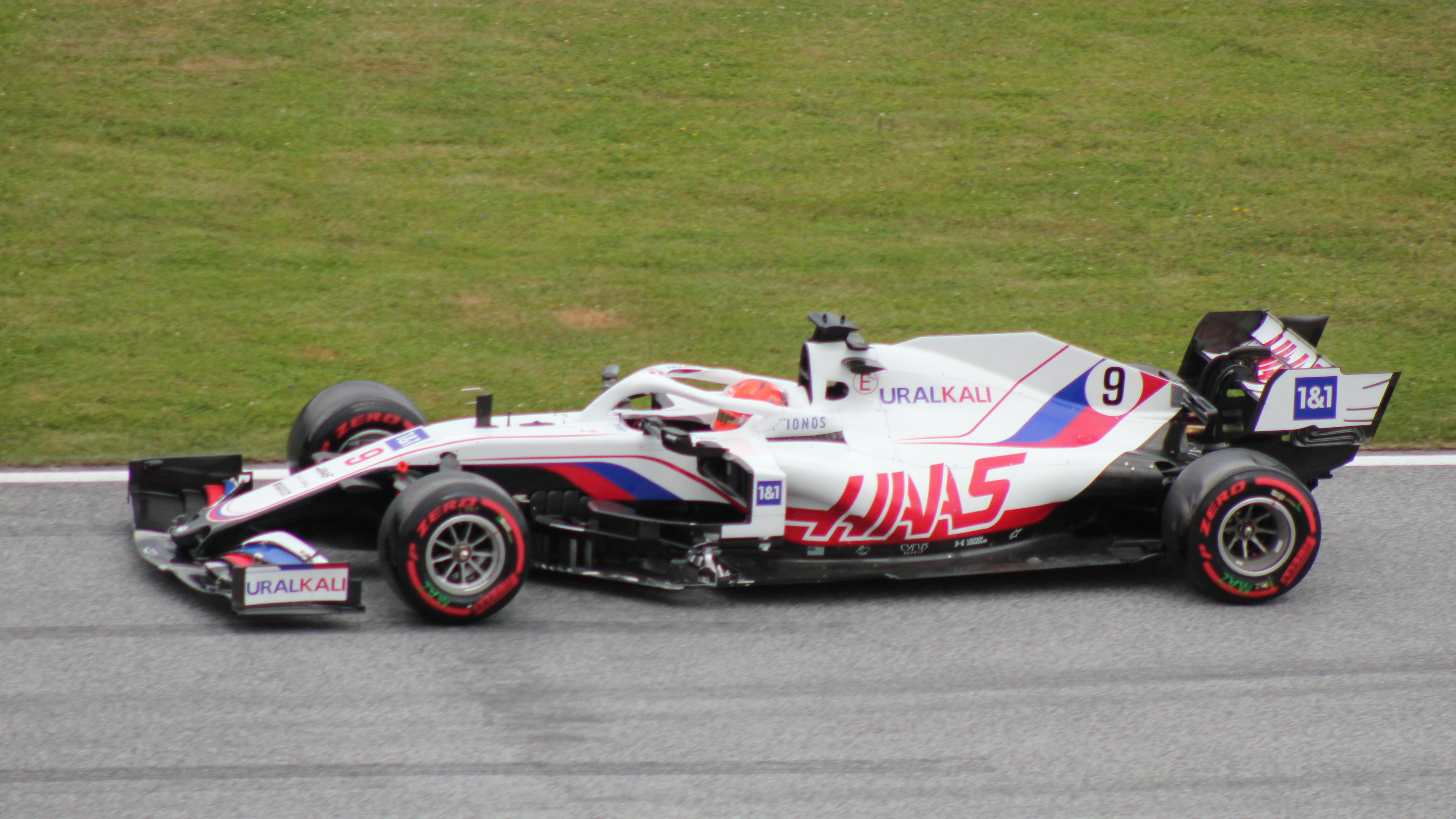
Une Haas VF-21 aux couleurs d'Uralkali en 2021.

Haas F1 Team se voit menacée d'une saisie de ses monoplaces et de son matériel après la course à la suite d'une action en justice de son ancien sponsor Uralkali, une entreprise russe spécialisée dans la production et la vente de potasse, à partir de ses mines de l'Oural. Une décision d'un tribunal suisse, en juin, a ordonné à Haas de restituer les sommes versées par son ancien sponsor-titre avant la résiliation de son contrat en février 2022, Haas ayant obtenu le droit de résilier le contrat (de multiples sanctions ont en effet été imposées à la Russie depuis son invasion de l'Ukraine début 2022) mais pas de conserver les fonds. Comme Haas n'a toujours pas restitué le montant du sponsoring, Uralkali a dépêché des huissiers dans le paddock de Zandvoort dès le jeudi soir pour faire l'inventaire de l'équipe et pourrait alors empêcher Haas de quitter les Pays-Bas après la course faute de paiement. L'équipe déclare : « Haas a pleinement l'intention de payer à Uralkali tous les montants dus en vertu de la sentence arbitrale et il n'y a aucun différend sur les montants dus. Haas a travaillé avec ses avocats pour garantir que le paiement sera conforme à toutes les lois et réglementations pertinentes des États-Unis, de l'Union Européenne, du Royaume-Uni et de la Suisse en matière de sanctions. Nous continuerons à travailler avec Uralkali dans les prochains jours pour résoudre définitivement cette affaire. »,
À l'issue de la course, Haas est dans l'incapacité de quitter le circuit, ses voitures et ses équipements restant bloqués à Zandvoort dans l'attente de la réception d'un paiement, d'environ neuf millions de dollars, par Uralkali qui a saisi la justice néerlandaise. Alors que Haas assure avoir procédé au versement dès le vendredi soir, celui-ci n'est toujours pas parvenu à Uralkali : en conséquence, le matériel de l'équipe doit rester à Zandvoort et ne peut pas être transporté à Monza où se tient l'épreuve italienne la semaine prochaine, ce qui constitue un souci logistique pour Haas,.
Le lundi matin, Uralkali confirme avoir reçu le paiement de l'équipe américaine et met fin à la menace de saisie ; Haas peut donc rejoindre Monza,.

### Horner Gate
Red Bull Racing confirme le rejet de l'appel déposé en mars par une collègue féminine de Christian Horner, directeur de l’équipe, après qu'une première enquête pour des allégations de comportement inapproprié avait blanchi Horner qui déclare : « De toute évidence, cela a été un processus extrêmement approfondi et, bien sûr, j'ai été soulagé que l'appel se soit conclu et que la plainte rejetée. Donc, maintenant, comme cela a été le cas toute la saison, il faut se concentrer sur la piste, ici sur la course à domicile de Max et attendre avec impatience ces dix dernières courses. » Si l'enquête est terminée du côté de Red Bull, la plaignante a toujours la possibilité de saisir la voie judiciaire,.

### Naufrage duBayesian

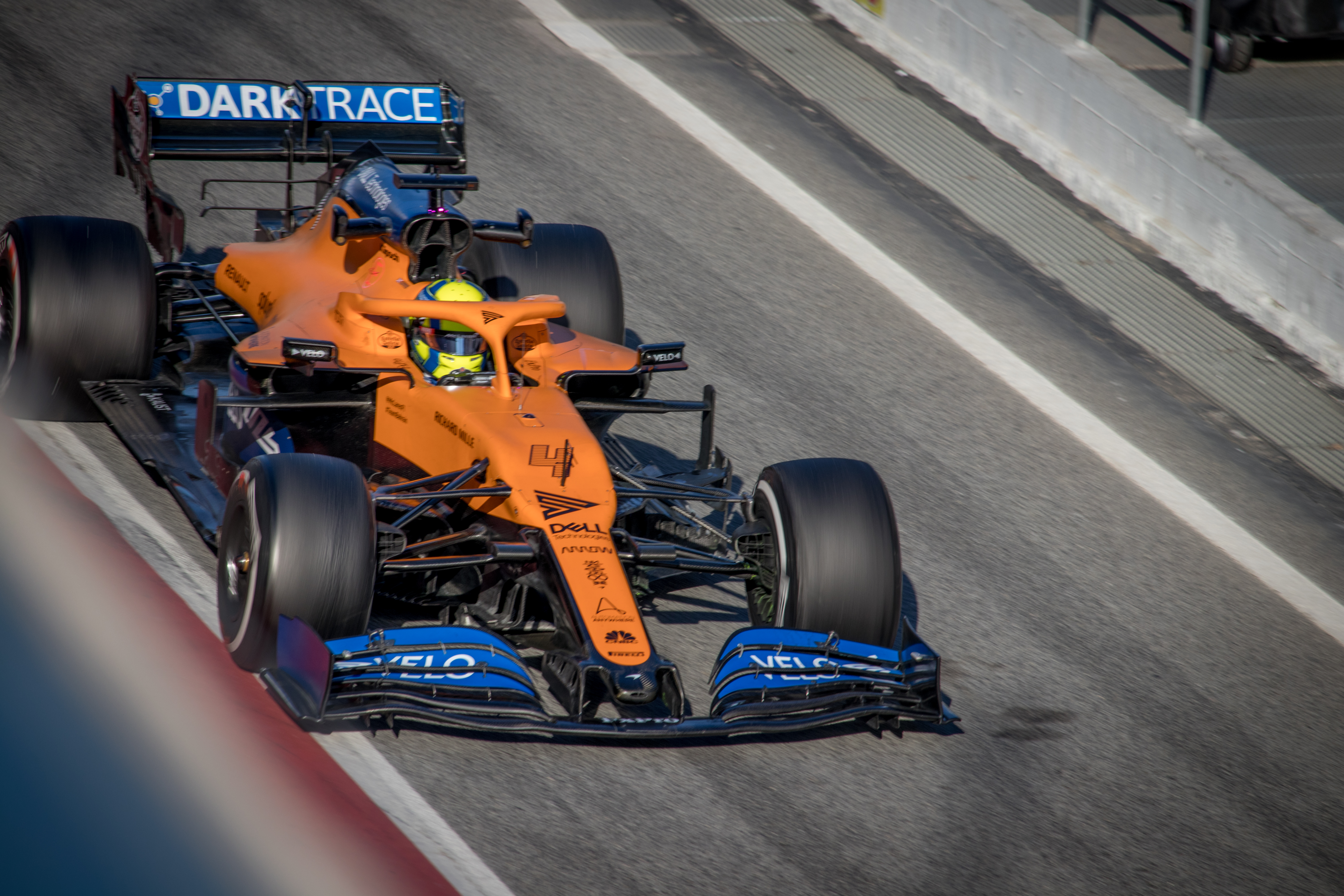
La McLaren MCL35 de 2020 en livrée Darktrace.

Dans la nuit du 19 août, le Bayesian, propriété d'Angela Bacares, l'épouse de l'entrepreneur en technologie Mike Lynch, coule dans un naufrage en Méditerranée, au passage d'une trombe marine au large de la Sicile ; Mike Lynch fait partie des victimes,. Lynch était le fondateur de Darktrace, une société britannique de cybersécurité avec laquelle McLaren Racing a signé un accord de partenariat en 2020, toujours en vigueur en 2024,,.

## Pneus disponibles
| Pneus pour piste sèche | Pneus pour piste sèche | Pneus pour piste sèche | Pneus pluie    | Pneus pluie |
| ---------------------- | ---------------------- | ---------------------- | -------------- | ----------- |
| Durs (Type C1)         | Medium (Type C2)       | Tendres (Type C3)      | Intermédiaires | Pluie       |

## Essais libres

### Première séance, le vendredi de 12 h 30 à 13 h 30
| Pos. | Pilote           | Voiture             | Chrono         | Écart     |
| ---- | ---------------- | ------------------- | -------------- | --------- |
| 1    | Lando Norris     | McLaren-Mercedes    | 1 min 12 s 322 |           |
| 2    | Max Verstappen   | Red Bull-Honda RBPT | 1 min 12 s 523 | + 0 s 201 |
| 3    | Lewis Hamilton   | Mercedes            | 1 min 13 s 006 | + 0 s 684 |
| 4    | Carlos Sainz Jr. | Ferrari             | 1 min 13 s 074 | + 0 s 752 |
| 5    | George Russell   | Mercedes            | 1 min 13 s 142 | + 0 s 820 |
| 6    | Alexander Albon  | Williams-Mercedes   | 1 min 13 s 159 | + 0 s 837 |

- Robert Shwartzman, pilote d'essai de la Scuderia Ferrari, remplace Valtteri Bottas au volant d'une Stake F1 Team lors de cette séance ; il réalise le seizième temps[17].

### Deuxième séance, le vendredi de 16 h à 17 h
| Pos. | Pilote          | Voiture               | Chrono         | Écart     |
| ---- | --------------- | --------------------- | -------------- | --------- |
| 1    | George Russell  | Mercedes              | 1 min 10 s 702 |           |
| 2    | Oscar Piastri   | McLaren-Mercedes      | 1 min 10 s 763 | + 0 s 061 |
| 3    | Lewis Hamilton  | Mercedes              | 1 min 10 s 813 | + 0 s 111 |
| 4    | Lando Norris    | McLaren-Mercedes      | 1 min 10 s 961 | + 0 s 259 |
| 5    | Max Verstappen  | Red Bull-Honda RBPT   | 1 min 10 s 986 | + 0 s 284 |
| 6    | Fernando Alonso | Aston Martin-Mercedes | 1 min 11 s 357 | + 0 s 655 |

### Troisième séance, le samedi de 11 h 30 à 12 h 30

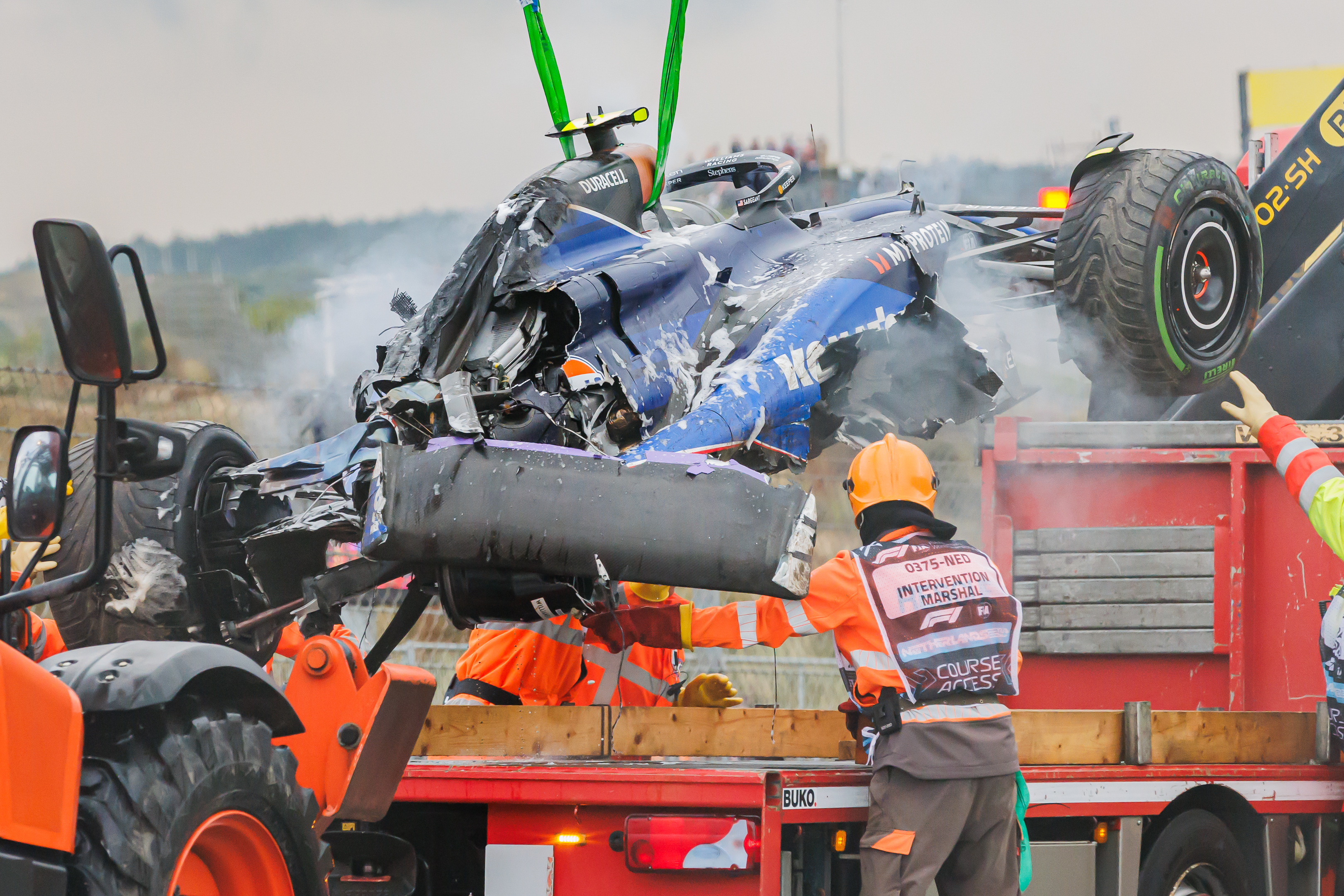
Monoplace accidentée de Logan Sargeant après sa sortie de piste.

| Pos. | Pilote          | Voiture               | Chrono         | Écart     |
| ---- | --------------- | --------------------- | -------------- | --------- |
| 1    | Pierre Gasly    | Alpine-Renault        | 1 min 20 s 311 |           |
| 2    | Kevin Magnussen | Haas-Ferrari          | 1 min 20 s 450 | + 0 s 139 |
| 3    | Valtteri Bottas | Kick Sauber-Ferrari   | 1 min 21 s 155 | + 0 s 844 |
| 4    | Lando Norris    | McLaren-Mercedes      | 1 min 21 s 387 | + 1 s 076 |
| 5    | Fernando Alonso | Aston Martin-Mercedes | 1 min 21 s 461 | + 1 s 150 |
| 6    | Esteban Ocon    | Alpine-Renault        | 1 min 21 s 643 | + 1 s 332 |

## Séance de qualifications, le samedi de 15 h à 16 h

### Résultats des qualifications
| Pos. | Pilote           | Écurie                  | Qualifications 1 | Qualifications 2 | Qualifications 3 |
| --- | ---------------- | ----------------------- | ---------------- | ---------------- | ---------------- |
| 1 | Lando Norris     | McLaren-Mercedes        | 1 min 11 s 377   | 1 min 10 s 496   | 1 min 09 s 673   |
| 2 | Max Verstappen   | Red Bull-Honda RBPT     | 1 min 11 s 393   | 1 min 10 s 811   | 1 min 10 s 029   |
| 3 | Oscar Piastri    | McLaren-Mercedes        | 1 min 11 s 541   | 1 min 10 s 505   | 1 min 10 s 172   |
| 4 | George Russell   | Mercedes                | 1 min 11 s 049   | 1 min 10 s 552   | 1 min 10 s 244   |
| 5 | Sergio Pérez     | Red Bull-Honda RBPT     | 1 min 11 s 006   | 1 min 10 s 678   | 1 min 10 s 416   |
| 6 | Charles Leclerc  | Ferrari                 | 1 min 11 s 370   | 1 min 10 s 689   | 1 min 10 s 582   |
| 7 | Fernando Alonso  | Aston Martin-Mercedes   | 1 min 11 s 493   | 1 min 10 s 845   | 1 min 10 s 633   |
| Dsq. | Alexander Albon  | Williams-Mercedes       | 1 min 11 s 503   | 1 min 10 s 768   | 1 min 10 s 653   |
| 8 | Lance Stroll     | Aston Martin-Mercedes   | 1 min 11 s 518   | 1 min 10 s 661   | 1 min 10 s 857   |
| 9 | Pierre Gasly     | Alpine-Renault          | 1 min 11 s 718   | 1 min 10 s 815   | 1 min 10 s 977   |
| 10 | Carlos Sainz Jr. | Ferrari                 | 1 min 11 s 327   | 1 min 10 s 914   |                  |
| 11 | Lewis Hamilton   | Mercedes                | 1 min 11 s 375   | 1 min 10 s 948   |                  |
| 12 | Yuki Tsunoda     | Racing Bulls-Honda RBPT | 1 min 11 s 603   | 1 min 10 s 955   |                  |
| 13 | Nico Hülkenberg  | Haas-Ferrari            | 1 min 11 s 832   | 1 min 11 s 215   |                  |
| 14 | Kevin Magnussen  | Haas-Ferrari            | 1 min 11 s 630   | 1 min 11 s 295   |                  |
| 15 | Daniel Ricciardo | Racing Bulls-Honda RBPT | 1 min 11 s 943   |                  |                  |
| 16 | Esteban Ocon     | Alpine-Renault          | 1 min 11 s 995   |                  |                  |
| 17 | Valtteri Bottas  | Kick Sauber-Ferrari     | 1 min 12 s 168   |                  |                  |
| 18 | Zhou Guanyu      | Kick Sauber-Ferrari     | 1 min 13 s 261   |                  |                  |
| Temps minimal à réaliser pour la qualification : 1 min 15 s 976 (107 % du meilleur temps en Q1 : 1 min 11 s 006) |                  |                         |                  |                  |                  |
| Nq. | Logan Sargeant   | Williams-Mercedes       | Forfait          |                  |                  |

### Grille de départ
- Kevin Magnussen, auteur du quinzième temps, est pénalisé d'un départ depuis la voie des stands ; après la séance de qualifications, Haas a brisé la règle du parc fermé pour installer un pack batterie neuf et un boîtier de contrôle électronique neuf[21] ;
- Alexander Albon, auteur du huitième temps, est disqualifié pour voiture non conforme. Lors des vérifications techniques, Joe Bauer, délégué technique de la FIA, signale que le plancher de la monoplace était en dehors du volume réglementaire mentionné à l'article 3.5.1a du règlement technique ; Albon, autorisé à s'élancer depuis le fond de la grille, part dix-neuvième[22] ;
- Logan Sargeant, victime d'une violente sortie de piste lors de la dernière séance d'essai, est forfait pour les qualifications. L'Américain a perdu le contrôle de sa voiture après avoir réaccéléré dans l'herbe à la sortie du virage no 3, explosant sa Williams FW46 dans les rails de sécurité. Repêché par les commissaires, il est autorisé à prendre le départ en fond de grille ; à la suite des pénalités de Magnussen et Albon, il s'élance dix-huitième[23] ;
- Lewis Hamilton, auteur du douzième temps, est pénalisé d'un recul de trois places sur la grille pour avoir gêné Sergio Pérez lors de la première phase des qualifications ; à la suite de la disqualification d'Albon, il s'élance quatorzième[24];

## Course

### Classement de la course

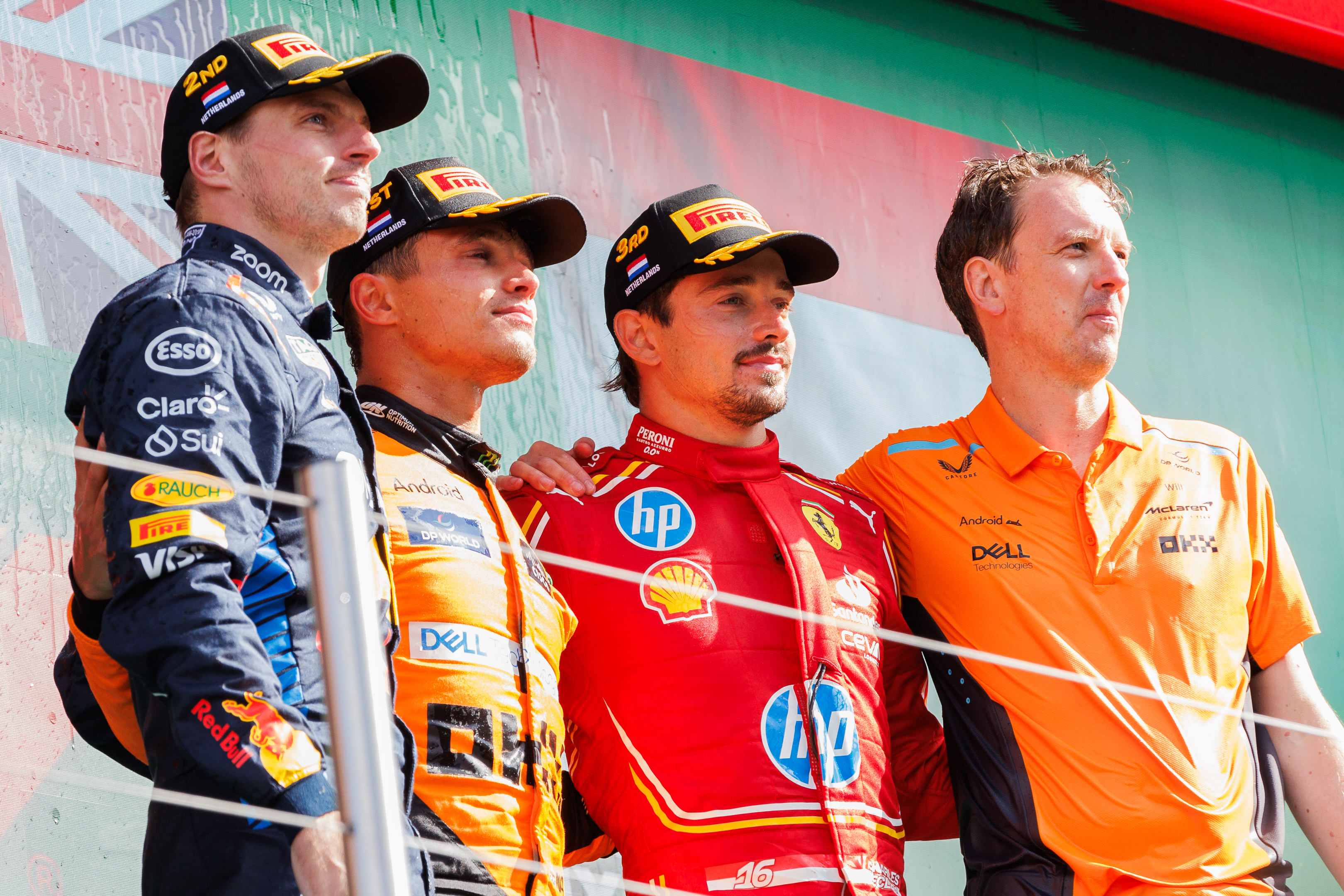
Le podium du Grand Prix

| Pos. | no | Pilote           | Écurie                  | Tours | Temps/Abandon                          | Grille  | Points |
| ---- | -- | ---------------- | ----------------------- | ----- | -------------------------------------- | ------- | ------ |
| 1    | 4  | Lando Norris     | McLaren-Mercedes        | 72    | 1 h 30 min 45 s 519 (202,683 km/h)     | 1       | 26     |
| 2    | 1  | Max Verstappen   | Red Bull-Honda RBPT     | 72    | + 22 s 896                             | 2       | 18     |
| 3    | 16 | Charles Leclerc  | Ferrari                 | 72    | + 25 s 439                             | 6       | 15     |
| 4    | 81 | Oscar Piastri    | McLaren-Mercedes        | 72    | + 27 s 337                             | 3       | 12     |
| 5    | 55 | Carlos Sainz Jr. | Ferrari                 | 72    | + 32 s 137                             | 10      | 10     |
| 6    | 11 | Sergio Pérez     | Red Bull-Honda RBPT     | 72    | + 39 s 542                             | 5       | 8      |
| 7    | 63 | George Russell   | Mercedes                | 72    | + 44 s 617                             | 4       | 6      |
| 8    | 44 | Lewis Hamilton   | Mercedes                | 72    | + 49 s 599                             | 14      | 4      |
| 9    | 10 | Pierre Gasly     | Alpine-Renault          | 71    | + 1 tour                               | 9       | 2      |
| 10   | 14 | Fernando Alonso  | Aston Martin-Mercedes   | 71    | + 1 tour                               | 7       | 1      |
| 11   | 27 | Nico Hülkenberg  | Haas-Ferrari            | 71    | + 1 tour                               | 12      |        |
| 12   | 3  | Daniel Ricciardo | Racing Bulls-Honda RBPT | 71    | + 1 tour                               | 13      |        |
| 13   | 18 | Lance Stroll     | Aston Martin-Mercedes   | 71    | + 1 tour (dont 5 secondes de pénalité) | 8       |        |
| 14   | 23 | Alexander Albon  | Williams-Mercedes       | 71    | + 1 tour                               | 19      |        |
| 15   | 31 | Esteban Ocon     | Alpine-Renault          | 71    | + 1 tour                               | 15      |        |
| 16   | 2  | Logan Sargeant   | Williams-Mercedes       | 71    | + 1 tour                               | 18      |        |
| 17   | 22 | Yuki Tsunoda     | Racing Bulls-Honda RBPT | 71    | + 1 tour                               | 11      |        |
| 18   | 20 | Kevin Magnussen  | Haas-Ferrari            | 71    | + 1 tour                               | Pitlane |        |
| 19   | 77 | Valtteri Bottas  | Kick Sauber-Ferrari     | 70    | + 2 tours                              | 16      |        |
| 20   | 24 | Zhou Guanyu      | Kick Sauber-Ferrari     | 70    | + 2 tours                              | 17      |        |

### Pole position et record du tour
- Pole position :  Lando Norris (McLaren-Mercedes) en 1 min 09 s 673 (220,062 km/h)[27].
- Meilleur tour en course :  Lando Norris (McLaren-Mercedes) en 1 min 13 s 817 (207,708 km/h), au soixante-douzième et dernier tour ; vainqueur de l'épreuve, il remporte le point bonus associé[28].

### Tours en tête
- Max Verstappen (Red Bull-Honda RBPT) : 17 tours (1-17)[29] ;
- Lando Norris (McLaren-Mercedes) : 51 tours (18-28 / 33-72) ;
- Oscar Piastri (McLaren-Mercedes) : 4 tours (29-32).

## Classements généraux à l'issue de la course
| Pos. | Pilote           | Écurie                  | Points |
| ---- | ---------------- | ----------------------- | ------ |
| 1    | Max Verstappen   | Red Bull-Honda RBPT     | 295    |
| 2    | Lando Norris     | McLaren-Mercedes        | 225    |
| 3    | Charles Leclerc  | Ferrari                 | 192    |
| 4    | Oscar Piastri    | McLaren-Mercedes        | 179    |
| 5    | Carlos Sainz Jr. | Ferrari                 | 172    |
| 6    | Lewis Hamilton   | Mercedes                | 154    |
| 7    | Sergio Pérez     | Red Bull-Honda RBPT     | 139    |
| 8    | George Russell   | Mercedes                | 122    |
| 9    | Fernando Alonso  | Aston Martin-Mercedes   | 50     |
| 10   | Lance Stroll     | Aston Martin-Mercedes   | 24     |
| 11   | Nico Hülkenberg  | Haas-Ferrari            | 22     |
| 12   | Yuki Tsunoda     | Racing Bulls-Honda RBPT | 22     |
| 13   | Daniel Ricciardo | Racing Bulls-Honda RBPT | 12     |
| 14   | Pierre Gasly     | Alpine-Renault          | 8      |
| 15   | Oliver Bearman   | Ferrari                 | 6      |
| 16   | Kevin Magnussen  | Haas-Ferrari            | 5      |
| 17   | Esteban Ocon     | Alpine-Renault          | 5      |
| 18   | Alexander Albon  | Williams-Mercedes       | 4      |

| Pos. | Écurie                  | Points |
| ---- | ----------------------- | ------ |
| 1    | Red Bull-Honda RBPT     | 434    |
| 2    | McLaren-Mercedes        | 404    |
| 3    | Ferrari                 | 370    |
| 4    | Mercedes                | 276    |
| 5    | Aston Martin-Mercedes   | 74     |
| 6    | Racing Bulls-Honda RBPT | 34     |
| 7    | Haas-Ferrari            | 27     |
| 8    | Alpine-Renault          | 13     |
| 9    | Williams-Mercedes       | 4      |

## Statistiques
Le Grand Prix des Pays-Bas 2024 représente :
- la 4e pole position de Lando Norris, sa troisième de la saison[31] ;
- la 2e victoire de Lando Norris[32] ;
- le 1er hat trick de Lando Norris[33] ;
- la 186e victoire de McLaren en tant que constructeur[34] ;
- la 218e victoire de Mercedes en tant que motoriste[35] ;
- le 200e départ en Grand Prix de Max Verstappen[36].

Au cours de ce Grand Prix :
- les dix premiers de la course sont tous des vainqueurs de Grands Prix, et ceci pour la deuxième fois consécutive, ce qui n'était jamais arrivé auparavant en championnat du monde[37] ;
- il s'agit du quatrième Grand Prix de la saison sans abandon, nouveau record en Formule 1 après trois Grands Prix sans abandon en 2023[37] ;
- Lando Norris est élu « pilote du jour » à l'issue d'un vote organisé sur le site officiel de la Formule 1[38] ;
- Johnny Herbert (161 Grands Prix entre 1989 et 2000, 3 victoires et 7 podiums ; vainqueur des 24 Heures du Mans 1991, vainqueur des 12 Heures de Sebring 2002, champion de Speedcar Series en 2008) est nommé conseiller par la FIA pour aider dans leurs jugements le groupe des commissaires de course[39].